# Donatas Zavackas
Donatas Zavackas (* 23. April 1980 in Klaipėda, Litauische SSR) ist ein ehemaliger litauischer Basketballspieler. Nach dem Studium in den Vereinigten Staaten spielte Zavackas bei verschiedenen europäischen Vereinen zunächst in Mittel- und Westeuropa, bevor er 2007 in die litauische Liga zurückkehrte. Hier wurde er 2008 als Most Valuable Player der Hauptrunde ausgezeichnet und bekam einen Vertrag bei Lietuvos rytas Vilnius, mit dem er 2009 den Eurocup gewann und zweimal die litauische Meisterschaft 2009 und 2010. Anschließend spielte er auch in der deutschen Basketball-Bundesliga bei EnBW Ludwigsburg und den Telekom Baskets Bonn, unterbrochen von einem Engagement beim lettischen Klub VEF Riga, mit dem er 2012 und 2013 zweimal den lettischen Meistertitel verteidigte. Später spielte Zavackas wieder in der italienischen Lega Basket Serie A.

## Karriere
Nachdem Zavackas bei seinem Stammverein Neptūnas bereits früh 1996 im Erwachsenenbereich in der litauischen Liga debütiert hatte, ging er 1998 als vielversprechender Jugend- und Juniorenauswahlspieler seines Landes zum Studium in die Vereinigten Staaten an die University of Pittsburgh, wo er ab 1999 für die Hochschulmannschaft Panthers in der damaligen Big East Conference der NCAA Division I spielte. Mit den Panthers erreichte Zavackas zwischen 2001 und 2003 dreimal das Endspiel des Meisterschaftsturniers der prestigeträchtigen Conference und gewann es schließlich 2003 gegen die Huskies der University of Connecticut. In seiner Senior-Spielzeit erreichten die Panthers anschließend zum zweiten Mal in Folge das Achtelfinale der Sweet Sixteen der landesweiten NCAA-Endrunde, in dem man jedoch erneut ausschied. Obwohl Zavackas zusammen mit Chevon Troutman, der später als Profi ebenfalls in der Basketball-Bundesliga aktiv war, als einer der Schlüsselspieler für die Rückkehr der Panthers unter die besten Mannschaften der Big East angesehen wurde, büßte er in seinem letzten NCAA-Spiel wohl alle Chancen auf eine Verpflichtung in der am National Basketball Association (NBA) ein, als der eigenwillige Zavackas nach einer Auswechslung zehn Minuten vor Spielende die Schuhe auszog und erkennbar die Teilnahme am weiteren Spielverlauf verweigerte. Die Panthers verloren das Spiel mit drei Punkten Differenz gegen die Golden Eagles der Marquette University um den späteren NBA-All Star Dwyane Wade.
Seinen ersten Vertrag als Berufsbasketballspieler bekam Zavackas 2003 in der Polska Liga Koszykówki beim polnischen Meister Anwil Włocławek. Die Mannschaft verlor jedoch auf ihrem Weg zur Titelverteidigung die Play-off-Halbfinalserie knapp in fünf Spielen gegen den kommenden Serienmeister Prokom Trefl Sopot. In der folgenden Saison bekam Zavackas im Dezember 2004 einen befristeten Ein-Monats-Vertrag in der französischen LNB Pro B beim Zweitligisten Basket Comté Doubs aus Besançon. Anschließend unterschrieb er im Februar 2005 für den Rest der Spielzeit einen Vertrag bei Belgacom aus Lüttich in der Ethias League, das jedoch als fünftplatzierte Mannschaft die Play-offs der besten vier Mannschaften knapp verpasste. In der Saison 2005/06 hatte er zunächst wieder einen Vertrag beim Vizemeister Anwil in Polen, für den er in jener Saison jedoch nur drei Einsätze bestritt. Im April 2006 unterschrieb er dann noch einen Vertrag für die Play-offs beim italienischen Erstligisten Snaidero Udine, der jedoch in drei Spielen in der ersten Play-off-Runde aus der Vergabe der Meisterschaft ausschied. In der Saison 2006/07 absolvierte Zavackas zunächst zwei Einsätze für seinen Stammverein Neptūnas Klaipėda in der litauischen Liga, bevor er sich im November 2006 BK Dnipro Dnipropetrowsk in der Basketball-Superliga der Ukraine anschloss. Dnipro schied jedoch als Hauptrundensechster in der ersten Play-off-Runde um die ukrainische Meisterschaft 2007 aus.
Zur Saison 2007/08 kehrte Zavackas nun längerfristig in die litauische Liga zurück und spielte beim Verein aus Šiauliai auch in der Baltic Basketball League. Mit diesem Verein wurde er hinter den beiden europäischen Spitzenmannschaften Lietuvos rytas Vilnius und Žalgiris Kaunas Dritter der heimischen Liga und als Spieler des Jahres der LKL ausgezeichnet. Seine Mannschaft blieb zwar ohne Chance in der Halbfinalserie gegen Titelverteidiger Žalgiris, doch für die darauffolgende Spielzeit bekam Zavackas einen Vertrag beim Vizemeister Lietuvos rytas aus der Hauptstadt Vilnius. Mit dieser Mannschaft triumphierte er über den Erzrivalen aus Kaunas sowohl in der Baltic Basketball League als auch in der litauischen Meisterschaft. Mit dem Gewinn des Eurocup 2009 sicherte sich Lietuvos rytas nicht nur das Triple, sondern auch die Teilnahme am höchstrangigsten europäischen Vereinswettbewerb EuroLeague, in dem man 2009/10 jedoch nach der Vorrunde knapp wegen des schlechteren direkten Vergleichs ausschied. Während Žalgiris in der Baltic Basketball League ausgerechnet im Endspiel in Vilnius seinen Titel 2010 zurückholte, behielt Lietuvos rytas in der Finalserie der litauischen Meisterschaft knapp in sieben Spielen die Oberhand über Žalgiris und verteidigte seinen Titel. Für die Saison 2010/11 bekam der als hervorragende Distanzschütze von jenseits der Dreipunktelinie bekannte Zavackas, der in der litauischen Liga eine Trefferquote von 55 % in der Saison 2009/10 bei dieser Entfernung erreichte, einen Vertrag beim deutschen Erstligisten EnBW Ludwigsburg. Doch die neuformierte Mannschaft des neuen Trainers Markus Jochum überzeugte in der Bundesliga-Saison 2010/11 nicht völlig und verpasste auf dem neunten Platz erneut knapp den Einzug in die Meisterschafts-Play-offs. In der folgenden Bundesliga-Spielzeit 2011/12 rutschte die Mannschaft schließlich in den Tabellenkeller und nachdem Trainer Jochum durch Steven Key ersetzt wurde, drängte auch Zavackas, der beim Bundesliga-All-Star-Game 2012 vor heimischem Publikum in den Ludwigsburg den Dreipunktewettbewerb gewann, auf einen vorzeitigen Vereinswechsel und verließ die abstiegsbedrohte Mannschaft Anfang Februar 2012.
Mit dem lettischen Meister VEF Riga scheiterte Zavackas 2012 zwar knapp am Einzug in das Viertelfinale des Eurocup 2011/12 und in der Baltic League verpasste man gegen seinen ehemaligen Verein Lietuvos rytas den erneuten Finaleinzug, doch in der lettischen Meisterschaft verteidigte man den Titel erfolgreich. Auch in der Spielzeit 2012/13 ging der lettische Meisterschaftstitel zum dritten Mal an VEF Riga, doch im Eurocup 2012/13 kam man erneut nicht über die Runde der 16 besten Mannschaften hinaus. Bei der erstmaligen Teilnahme an der osteuropäischen VTB United League schied man 2013 im Viertelfinale gegen den russischen Vizemeister BK Chimki aus. In der Vorbereitung der Saison 2013/14 unterstützte er zunächst die verletzungsgeplagte europäische Spitzenmannschaft PBK ZSKA Moskau, bevor er zu Saisonbeginn der Basketball-Bundesliga 2013/14 einen befristeten Vertrag als Ersatz für Tony Gaffney beim deutschen Erstligisten Telekom Baskets Bonn bekam. Nach einem guten Saisonstart kehrte jedoch Gaffney zu den Bonnern zurück und Zavackas’ auslaufender Vertrag wurde nicht verlängert. Zavackas bekam schließlich zu Jahresbeginn 2014 einen neuen Vertrag beim abstiegsbedrohten italienischen Erstligisten Vanoli aus Cremona.
Er ging in sein Heimatland zurück und spielte wieder für Neptūnas Klaipėda. Zavackas stand bis 2016 bei der Mannschaft unter Vertrag. Im Sommer 2016 nahm der Litauer ein Angebot des italienischen Erstligisten Victoria Libertas Pesaro an. 2017 beendete er seine Spielerlaufbahn und trat bei Neptūnas Klaipėda das Amt des Sportlichen Leiters an.